# Ålandskongressen

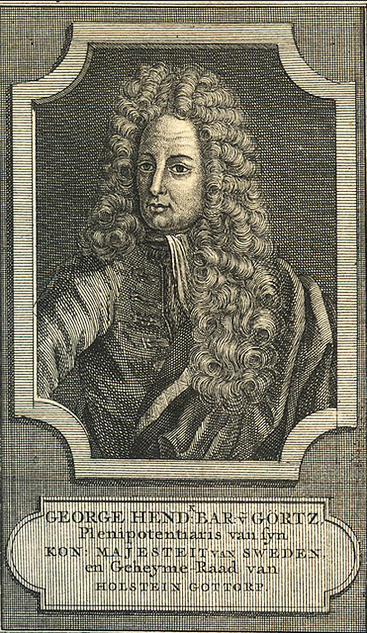
Georg Heinrich von Görtz.

Ålandskongressen (eller Lövökongressen) kallas de resultatlösa underhandlingar som hölls under 1718 och 1719 om separatfred under det stora nordiska kriget mellan Ryssland och Sverige i Lövö by på Vårdö öster om fasta Åland. Lövö by låg längst postvägen och platsen valdes av den ryska sidan. Den tillfälligt uppbyggda kongresstaden rymde tidvis upp till 1 500 invånare. Georg Heinrich von Görtz var chef för den svenska delegationen  och de främsta ryska delegaterna hette Bruce, Osterman och Jaguschinskij. Sverige krävde att få tillbaka alla de besittningar i Baltikum som Ryssland erövrat, något som Ryssland inte accepterade. År 1718 dog Karl XII, därefter halshöggs von Görtz i Stockholm. Förhandlingarna fortsatte tills Peter den store sommaren 1719 skickade i väg en sin flotta för att bränna ner den svenska kusten från norra Uppland till Södertälje. Ålandskongressen upplöstes. Vid freden i Nystad 1721 fick Sverige avträda Ingermanland, Estland, Livland och sydöstra Finland inklusive Viborg.